# 塞法迪犹太人博物馆

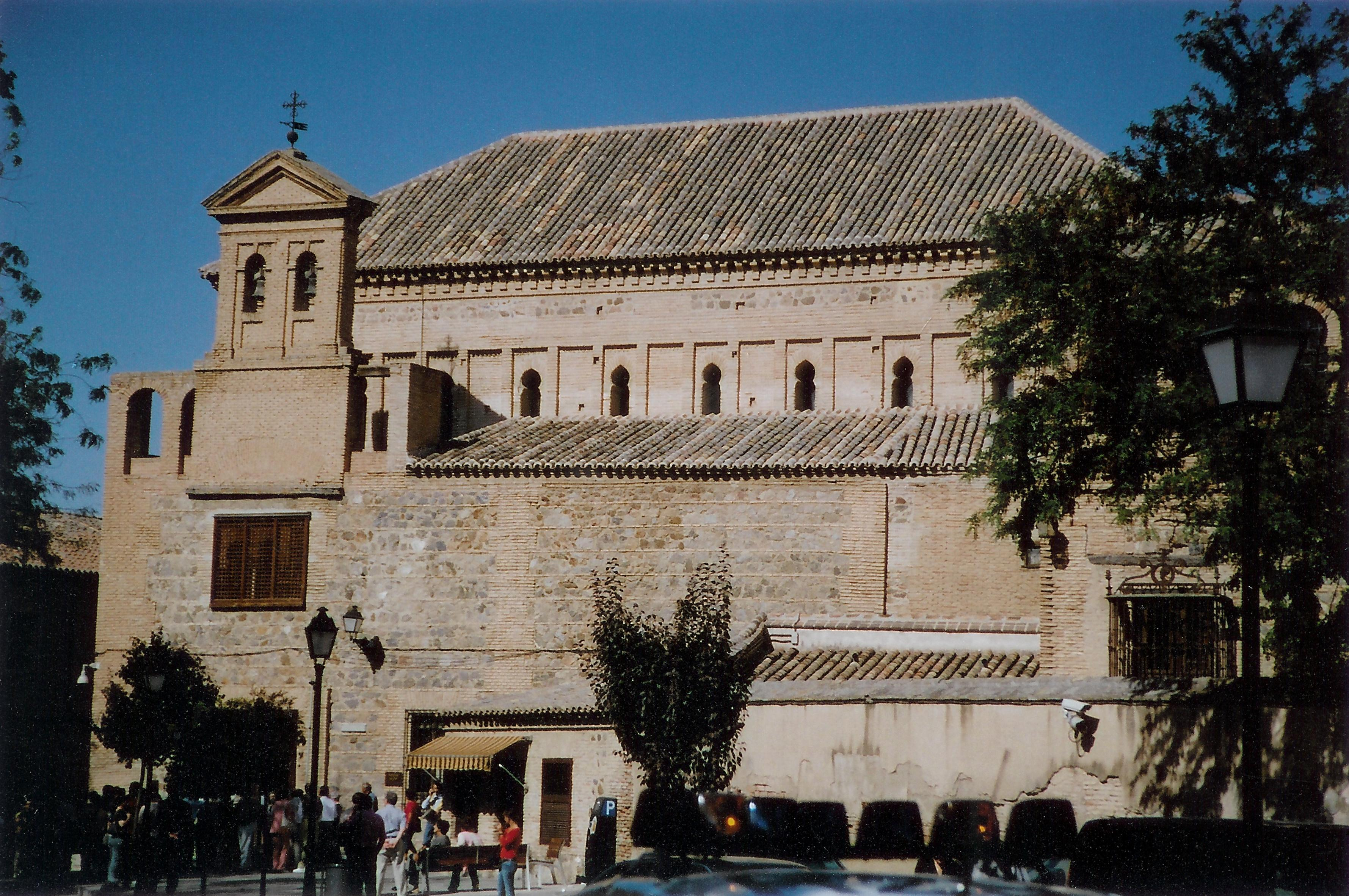
塞法迪犹太人博物馆

塞法迪犹太人博物馆（西班牙语：Museo Sefardí）位于西班牙托莱多, 设于原卡拉特拉瓦骑士团修道院，附属于圣母升天犹太会堂（Sinagoga del Tránsito）它展示西班牙过去的犹太历史，宗教和习俗，以及1492年以前生活在伊比利亚半岛的犹太人后代塞法迪犹太人。
1964年，决定将圣母升天犹太会堂或撒母耳·哈-利维犹太会堂作为塞法迪犹太人博物馆的所在地，该博物馆旨在保护西班牙-犹太和塞法迪文化的遗产，并将其作为西班牙历史遗产的重要组成部分。根据7月31日第1305/2009号皇家法令，成立西班牙博物馆网络，塞法迪犹太人博物馆是国家博物馆之一，由国家拥有和管理，隶属于文化部。

## 犹太人的历史
第一个房间，通过从公元前2000年到公元1世纪，与犹太人及其信仰和习俗有关的各种考古文物，展示了犹太人圣经时代在中东的历史、地理和文化。其亮点是《妥拉》（犹太教的圣书，包括摩西五经和其他经书）。

## 伊比利亚半岛的犹太人
展示西班牙犹太人存在的物质文化的主要见证：从来到伊比利亚半岛，到罗马和西哥特时代的生活，在安达卢斯的发展，13到15世纪基督教王国的发展、改宗、宗教裁判所，以及1492年的驱逐。
在北院中，作为墓地，展示了一些来自西班牙不同地区的犹太人的墓碑。在庭院中，保存了托莱多老犹太区一些公共浴场的考古遗迹，以及犹太会堂的妥拉柜。

## 塞法迪及其生活方式
地名西法拉（Sepharad）出现在《圣经》《俄巴底亚书》第19节。在希伯来语中，自中世纪以来，一般是指西班牙或伊比利亚半岛，后来，也进入其他文化语言中，特别是犹太西班牙。塞法迪的使用也相对频繁，延伸指称中世纪西法拉的犹太人。

内部
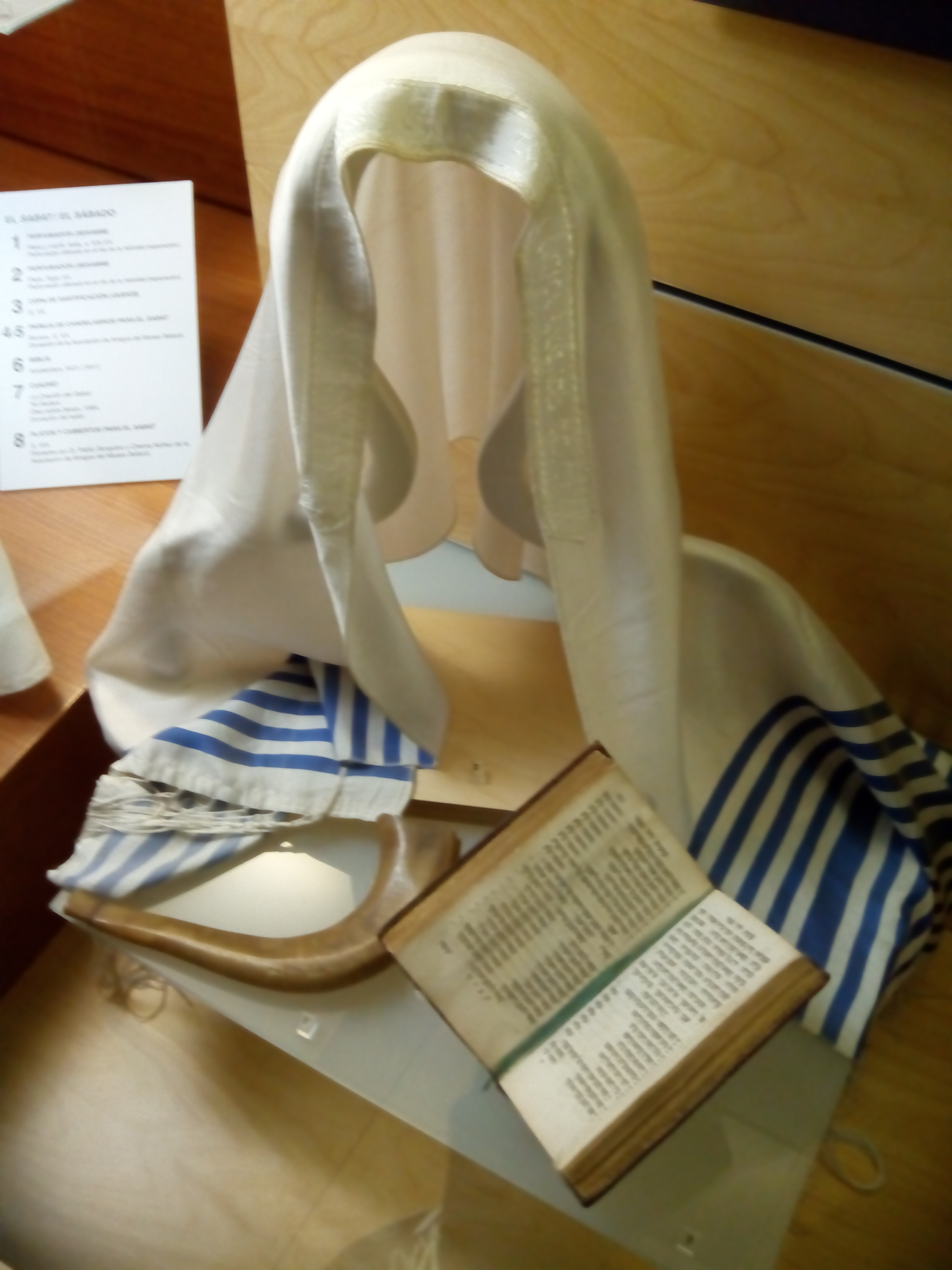
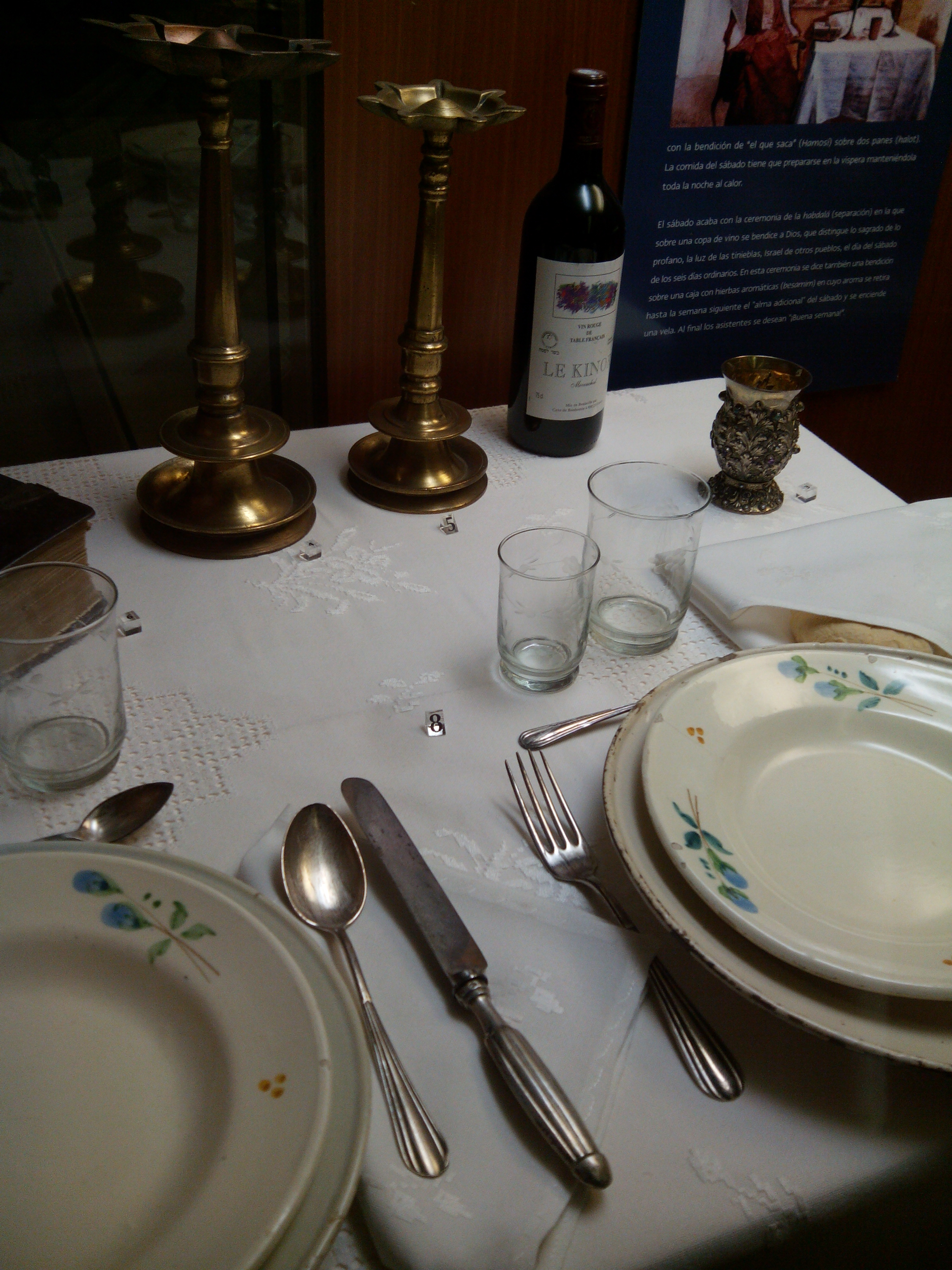
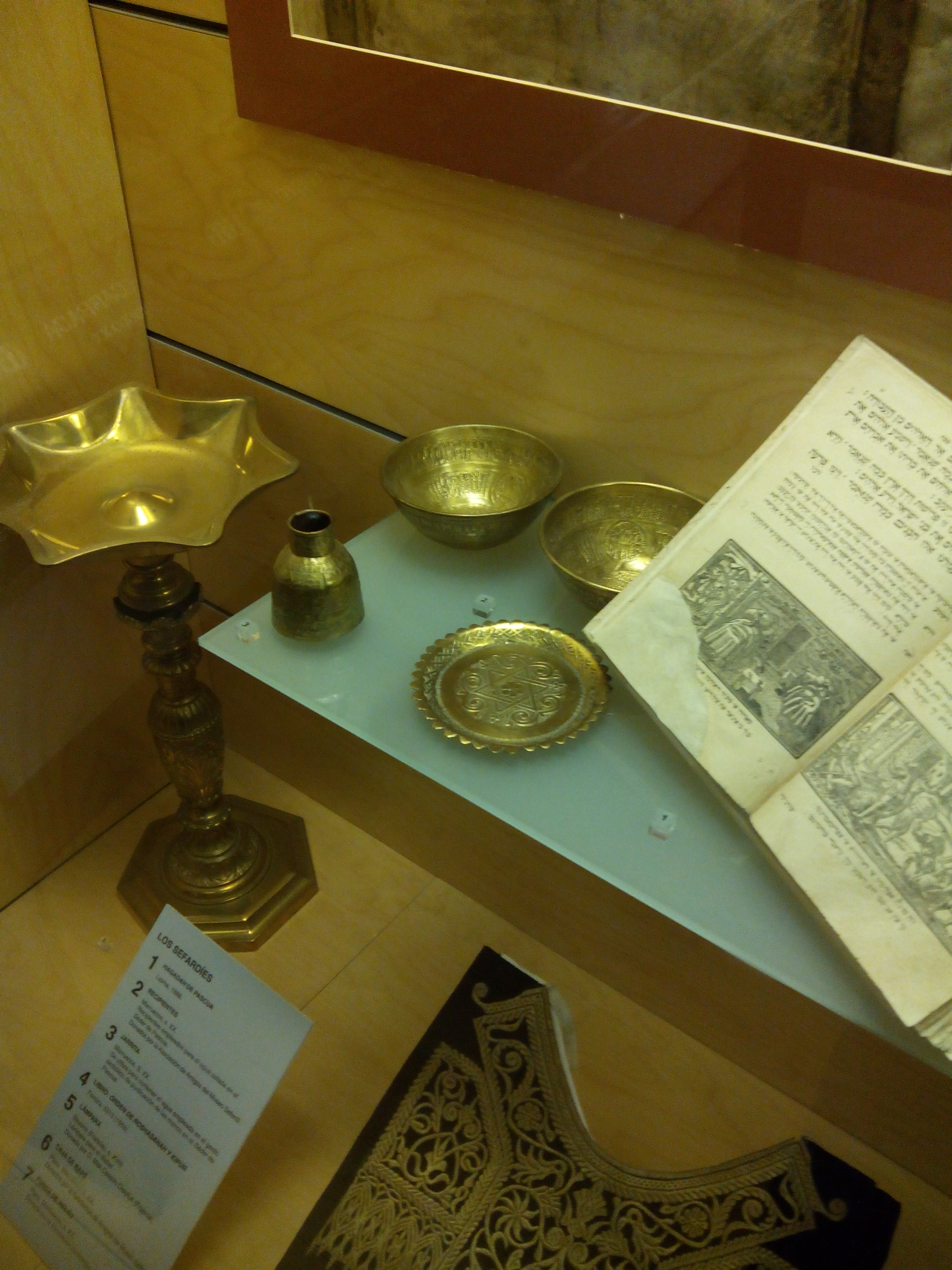
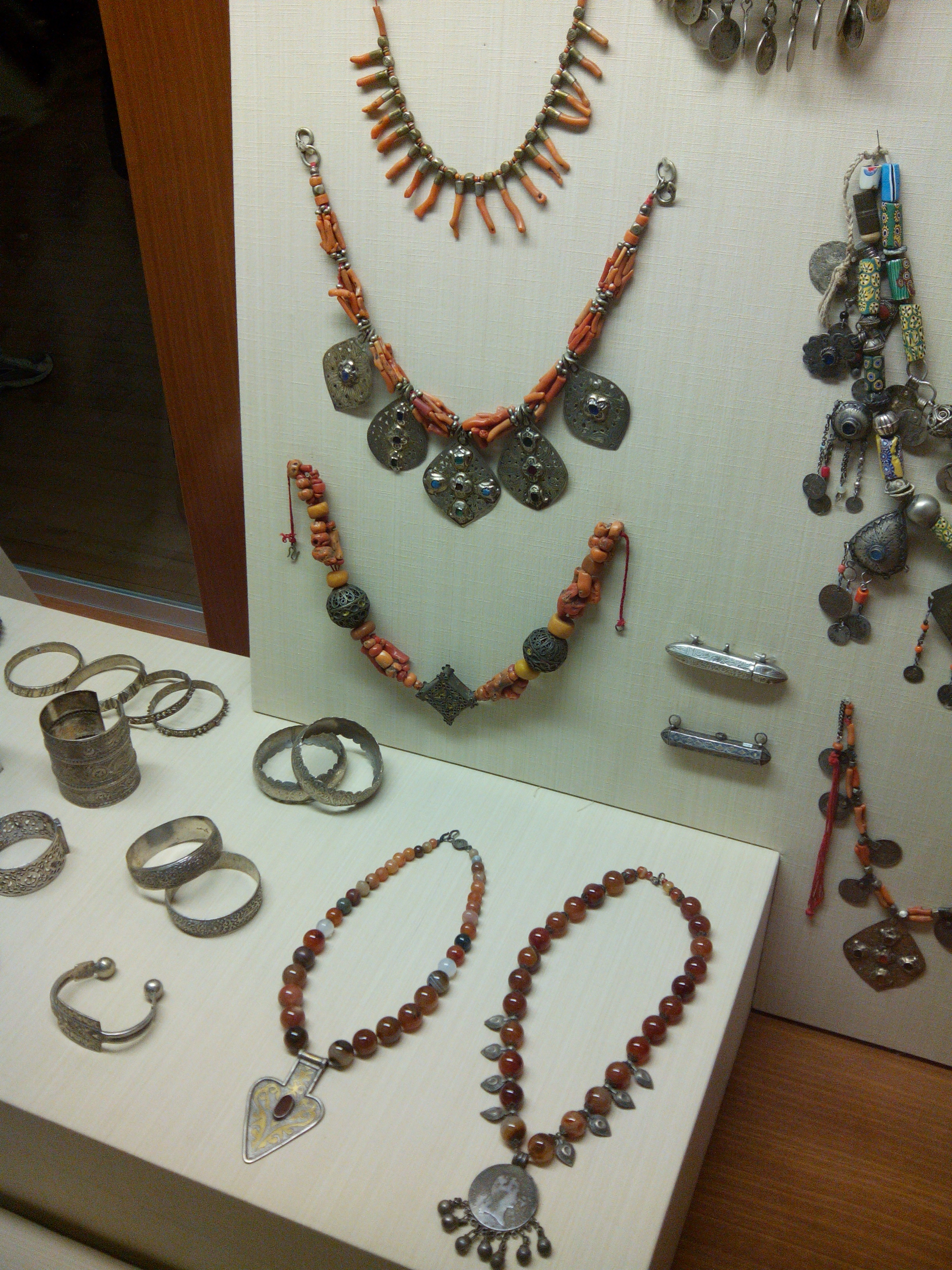
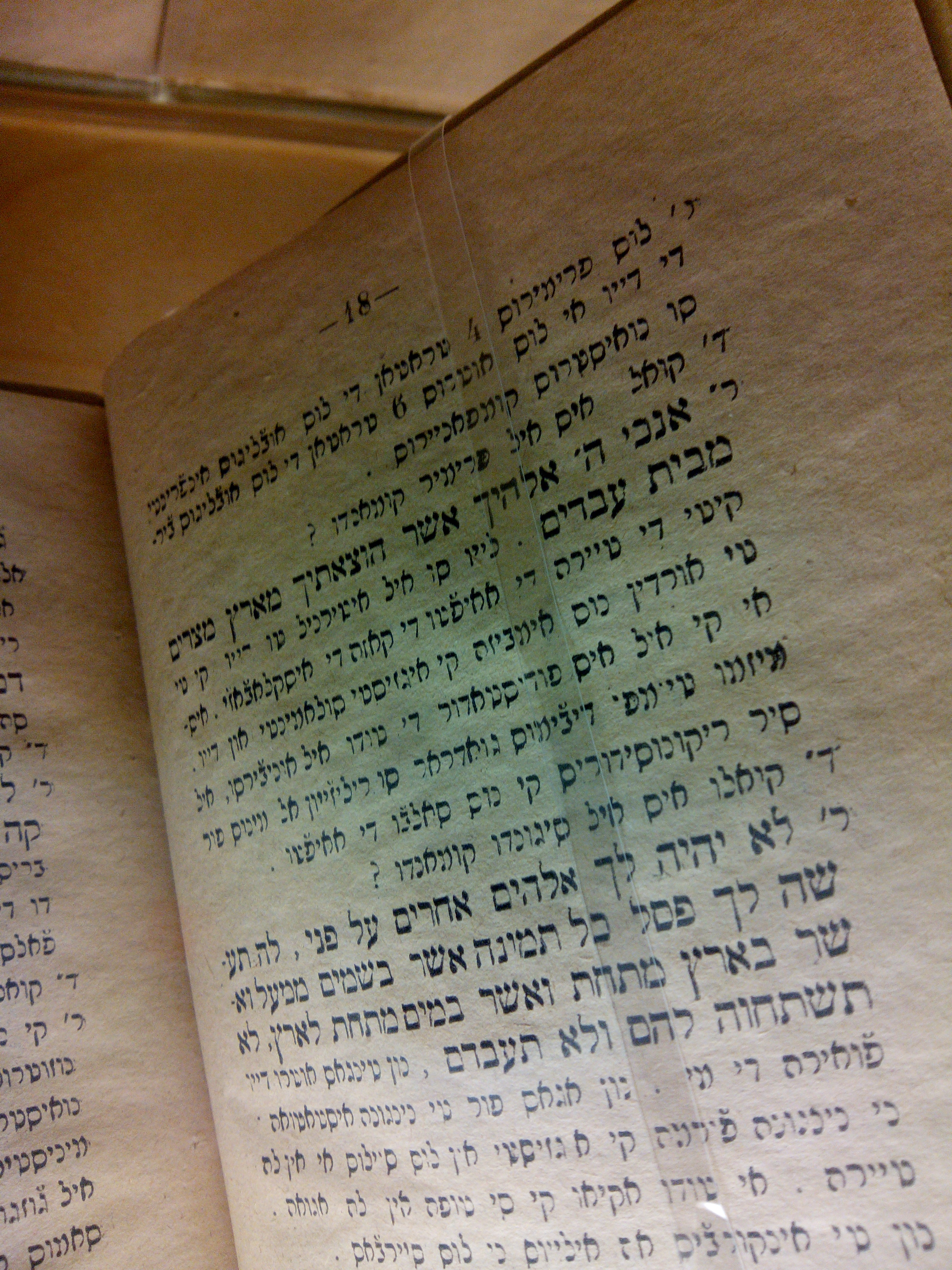